# Scopuloides
Scopuloides là một chi nấm thuộc họ Meruliaceae.